# نهاد مدنی
نهاد مدنی به نهادهایی در راستای ایجاد قابلیت در راستای توسعه سیاسی فرهنگی و اجتماعی در یک کشور گفته می‌شود.
مشخصه اصلی نهادهای مدنی، غیردولتی بودن آنان و عدم وابستگی تشکیلاتی و مالی به حاکمیت سیاسی و ارگان‌های دولتی کشور است.
نهادهای مدنی را می‌توان به دو دستهٔ احزاب و انجمن‌های صنفی دسته‌بندی کرد.

## نهادهای مدنی در ایران
مطابق با نص صریح اصل بیست و ششم قانون اساسی جمهوری اسلامی ایران، فعالیت احزاب و انجمن‌های صنفی مشروط بر این که اصول استقلال، آزادی و وحدت ملی را نقض نکنند، آزاد است.